# Файли
Файли (курд. فه‌یلی — Feylî) — один из говоров курдского диалекта башури. Распространён на территориях Багдада, Дияла, Бадра и Лурестана.

## Носители
Носителями являются курды-шииты племени файл, которое сильно подверглось персидской ассимиляцией, из-за которой их часто считают персами или лурами, что является ошибочным решением. Файли, как и калхори составляют южную диалектную группу курдского языка.

## История
На южнокурдский сильно повлиял персидский язык, в том числе и на его диалект — файли.